# Mohammad Hasan Mohebbi
Mohammad Hasan Mohebbi (pers. محمد حسن محب; ur. 6 września 1956) – irański zapaśnik w stylu wolnym. Na jego sportowej karierze zaważyły powody polityczne. Nie wystartował na igrzyskach w Moskwie 1980 i Los Angeles 1984 a także na wielu innych zawodach z powodu ich bojkotu przez Iran.
Pięciokrotny uczestnik mistrzostw świata, brązowy medalista z 1990. W Budapeszcie w 1985 roku doszedł do finału, gdzie przegrał z Amerykaninem Williamem Scherrem. Pod naciskiem irańskich oficjeli, odmówił wspólnej dekoracji i nie przyjął medalu. Został zdyskwalifikowany i pozbawiony medalu.
Pierwszy na igrzyskach azjatyckich w 1982 i drugi w 1986. Złoto w mistrzostwach Azji w 1979, 1981, 1983, 1987 i 1989 roku.
Jego brat Mohammad Hosejn Mohebbi również był zapaśnikiem.